# Cinnamomum alexei
Cinnamomum alexei är en lagerväxtart som beskrevs av André Joseph Guillaume Henri Kostermans. Cinnamomum alexei ingår i släktet Cinnamomum och familjen lagerväxter. Inga underarter finns listade i Catalogue of Life.